# Eucalyptus brownii
Espèce
Classification phylogénétique
Eucalyptus brownii est une espèce de plantes à fleurs de la famille des Myrtaceae. C'est un arbre trouvé en Australie. C'est un eucalyptus protégé par l'Organisation mondiale de protection de la flore.
On peut le trouver en petites populations sur les côtes Nord de l'Australie. Elle comporte des fleurs roses et jaunes avec des grains verts sur le pistil.